# Collegio elettorale di Francavilla Fontana (Senato della Repubblica)
Il collegio di Francavilla Fontana fu un collegio elettorale uninominale della Repubblica Italiana per l'elezione del Senato della Repubblica. Apparteneva alla circoscrizione Puglia e fu utilizzato per eleggere un senatore nella XII, XIII e XIV legislatura.
Venne istituito nel 1993 con la cosiddetta Legge Mattarella (Legge n. 276, Norme per l'elezione del Senato della Repubblica), attuata in seguito al referendum abrogativo del 1993. La legge istituì per la Camera dei deputati e per il Senato della Repubblica un sistema di elezione misto, in parte maggioritario e in parte proporzionale. Il 75% dei parlamentari dell'assemblea veniva eletto in collegi uninominali tramite sistema maggioritario a turno unico; il restante 25% al Senato veniva eletto tramite recupero proporzionale dei più votati non eletti attraverso un meccanismo di calcolo denominato "scorporo", cioè sottraendo dal conteggio dei voti totali di una lista nella parte proporzionale i voti ottenuti dai candidati collegati alla medesima lista che erano eletti nei collegi uninominali con il sistema maggioritario.
Il collegio venne abolito insieme a tutti gli altri che costituivano il Senato con la promulgazione della legge elettorale successiva, la cosiddetta Legge Calderoli. Questa prevedeva un sistema proporzionale con premio di maggioranza, che al Senato veniva attribuito a livello regionale.

## Territorio
Il collegio di Francavilla Fontana era uno dei 16 collegi uninominali in cui era suddivisa la Puglia e, come previsto dal D.Lgs. del 20 dicembre 1993 n. 535, era compreso nelle province di Brindisi e di Taranto e comprendeva i seguenti comuni: Avetrana, Cellino San Marco, Erchie, Francavilla Fontana, Latiano, Manduria, Mesagne, Oria, San Donaci, San Michele Salentino, San Pancrazio Salentino, San Pietro Vernotico, Sava, Torchiarolo, Torre Santa Susanna, Torricella e Villa Castelli.

## Eletti
| Elezione | Elezione                 | Senatore       | Partito                    |
| -------- | ------------------------ | -------------- | -------------------------- |
|          | 1994                     | Euprepio Curto | Polo del Buon Governo (AN) |
| 1996     | Polo per le Libertà (AN) | Euprepio Curto |                            |
| 2001     | Casa delle Libertà (AN)  | Euprepio Curto |                            |

## Dati elettorali

### XII legislatura
|                               | Euprepio Curto ✔️ Eletto | Polo del Buon Governo      | 42 155  | 35,36 |  |  |  |  |  |
|                               | Pietro Alò ✔️ Eletto     | Progressisti               | 39 593  | 33,21 |  |  |  |  |  |
|                               | Rosalba Gargiulo         | Patto per l'Italia         | 21 595  | 18,11 |  |  |  |  |  |
|                               | Michele Matricardi       | Programma Italia           | 7 168   | 6,01  |  |  |  |  |  |
|                               | Cosimo Dimagli           | Socialdemocrazia           | 4 332   | 3,63  |  |  |  |  |  |
|                               | Cosimo Mero              | Lista Pannella-Riformatori | 3 305   | 2,77  |  |  |  |  |  |
|                               | Marcello Palminteri      | Lega d'Azione Meridionale  | 1 073   | 0,90  |  |  |  |  |  |
| Totale                        | Totale                   | Totale                     | 119 221 | 100   |  |  |  |  |  |
|                               |                          |                            |         |       |  |  |  |  |  |
| Voti non validi               | Voti non validi          | Voti non validi            | 17 970  | 13,10 |  |  |  |  |  |
| Votanti                       | Votanti                  | Votanti                    | 137 191 | 83,62 |  |  |  |  |  |
| Elettori                      | Elettori                 | Elettori                   | 164 067 |       |  |  |  |  |  |
|                               |                          |                            |         |       |  |  |  |  |  |
| Data: 27-28 marzo 1994        |                          |                            |         |       |  |  |  |  |  |
| Fonte: Ministero dell'interno |                          |                            |         |       |  |  |  |  |  |

### XIII legislatura
|                               | Euprepio Curto ✔️ Eletto | Polo per le Libertà                | 55 834  | 50,29 |  |  |  |  |  |
|                               | Pietro Alò               | Progressisti                       | 39 634  | 35,70 |  |  |  |  |  |
|                               | Luigi Levati Linneo      | Movimento Sociale Fiamma Tricolore | 4 932   | 4,44  |  |  |  |  |  |
|                               | Mario Carmelo Zaccaria   | Lega d'Azione Meridionale          | 3 066   | 2,76  |  |  |  |  |  |
|                               | Cosimo Mero              | Lista Pannella-Sgarbi              | 2 663   | 2,40  |  |  |  |  |  |
|                               | Santa Cascone            | Gruppo Indipendente Libertà        | 1 882   | 1,70  |  |  |  |  |  |
|                               | Mario Devincentis        | Ambientalisti                      | 1 618   | 1,46  |  |  |  |  |  |
|                               | Giambattista Pignatelli  | Rinnovamento                       | 1 403   | 1,26  |  |  |  |  |  |
| Totale                        | Totale                   | Totale                             | 111 032 | 100   |  |  |  |  |  |
|                               |                          |                                    |         |       |  |  |  |  |  |
| Voti non validi               | Voti non validi          | Voti non validi                    | 22 704  | 16,98 |  |  |  |  |  |
| Votanti                       | Votanti                  | Votanti                            | 133 736 | 79,61 |  |  |  |  |  |
| Elettori                      | Elettori                 | Elettori                           | 167 997 |       |  |  |  |  |  |
|                               |                          |                                    |         |       |  |  |  |  |  |
| Data: 21 aprile 1996          |                          |                                    |         |       |  |  |  |  |  |
| Fonte: Ministero dell'interno |                          |                                    |         |       |  |  |  |  |  |

### XIV legislatura
|                               | Euprepio Curto ✔️ Eletto         | Casa delle Libertà                          | 59 734  | 46,94 |  |  |  |  |  |
|                               | Antonio Gaglione ✔️ Eletto       | L'Ulivo                                     | 52 944  | 41,61 |  |  |  |  |  |
|                               | Antonio Alessandro Vito Scoditti | Partito della Rifondazione Comunista        | 5 678   | 4,46  |  |  |  |  |  |
|                               | Cosimo Mero                      | Lista Di Pietro                             | 2 899   | 2,28  |  |  |  |  |  |
|                               | Vincenzo Veronese                | Fiamma Tricolore                            | 2 039   | 1,60  |  |  |  |  |  |
|                               | Cosimo Brancasi                  | Democrazia Europea – Socialisti Autonomisti | 1 980   | 1,56  |  |  |  |  |  |
|                               | Giuseppe Matteo De Matteis       | Lista Pannella-Bonino                       | 1 265   | 0,99  |  |  |  |  |  |
|                               | Giovanni Viva                    | Lega d'Azione Meridionale                   | 501     | 0,39  |  |  |  |  |  |
|                               | Francesco Caroppo                | Filograna Salento                           | 210     | 0,17  |  |  |  |  |  |
| Totale                        | Totale                           | Totale                                      | 127 250 | 100   |  |  |  |  |  |
|                               |                                  |                                             |         |       |  |  |  |  |  |
| Voti non validi               | Voti non validi                  | Voti non validi                             | 15 302  | 10,73 |  |  |  |  |  |
| Votanti                       | Votanti                          | Votanti                                     | 142 552 | 80,79 |  |  |  |  |  |
| Elettori                      | Elettori                         | Elettori                                    | 176 438 |       |  |  |  |  |  |
|                               |                                  |                                             |         |       |  |  |  |  |  |
| Data: 13 maggio 2001          |                                  |                                             |         |       |  |  |  |  |  |
| Fonte: Ministero dell'interno |                                  |                                             |         |       |  |  |  |  |  |